# Heinz Stoffregen

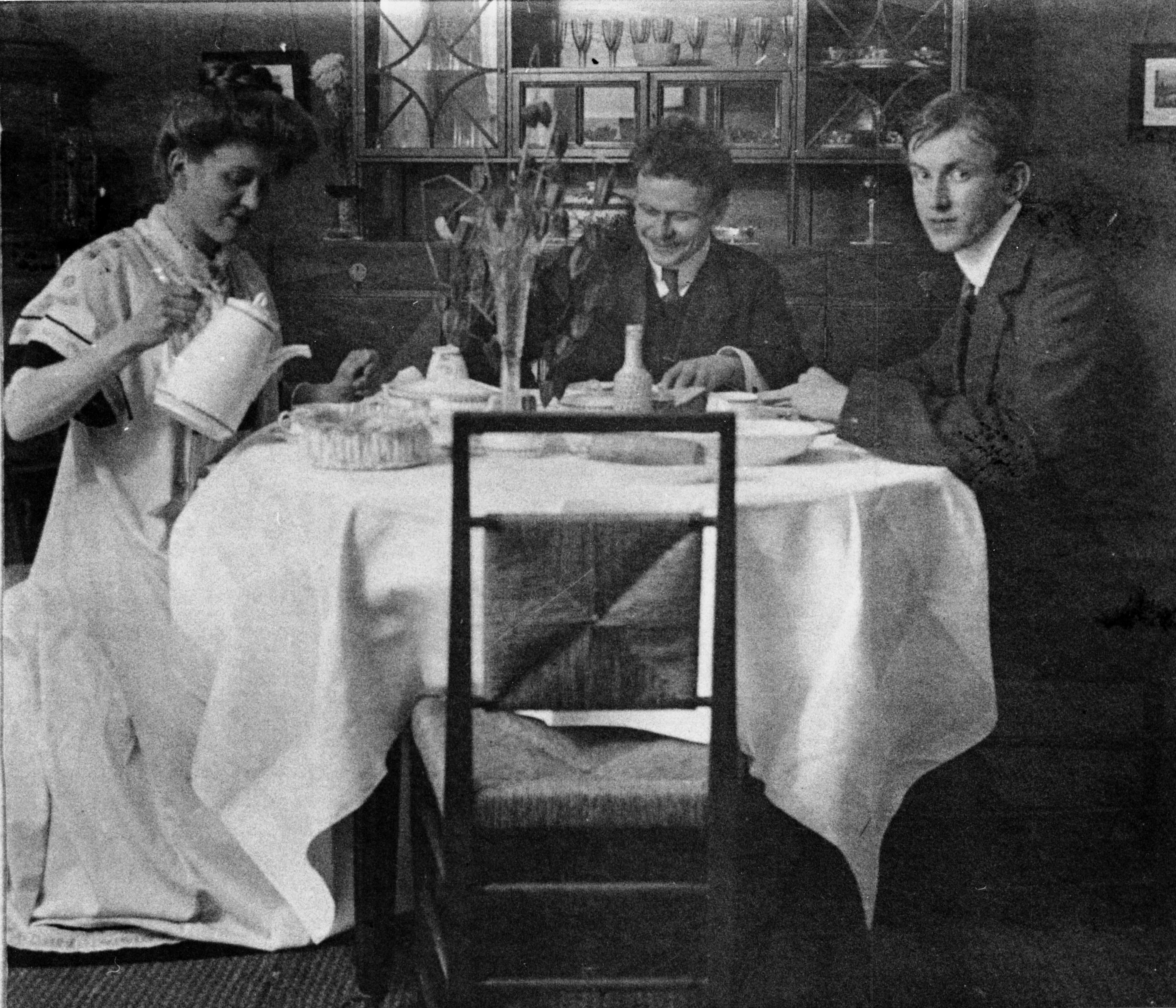
Heinz Stoffregen (Mitte) mit seiner Frau Gesine und seinem Bruder in der Wohnung des Architekten in Bremen (1913)

Ludolf August Heinrich „Heinz“ Stoffregen (* 11. November 1879 in Hannover; † 10. Februar 1929 in Bad Tölz) war ein deutscher Architekt mit Tätigkeitsschwerpunkt im Raum Bremen/Delmenhorst. Er war Mitglied des Bundes Deutscher Architekten und von 1910 bis zu seinem Tod Mitglied des Deutschen Werkbundes, wo er zum Vorstand des Ortsverbandes Bremen-Oldenburg gehörte.

## Biografie

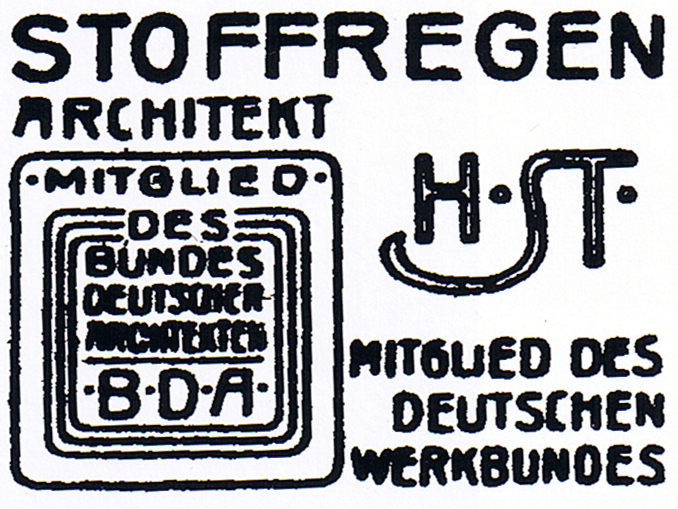
Bürostempel Stoffregens

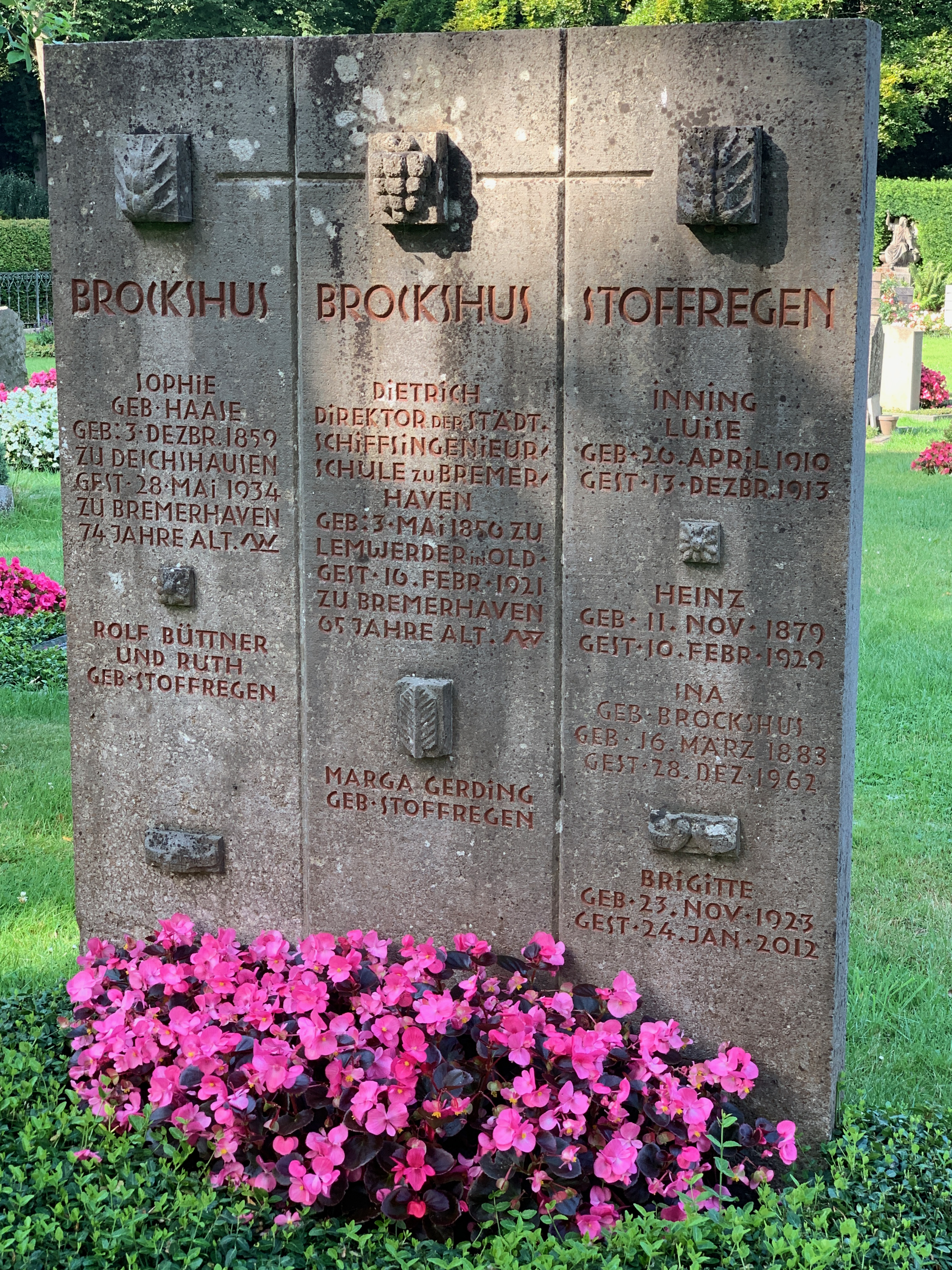
Grabmal der Familien Brockshus und Stoffregen auf dem Riensberger Friedhof in Bremen

Stoffregen wurde als Sohn des Bauunternehmers Wilhelm August Konrad Stoffregen und dessen Frau Louise Karoline, geb. Isermann, geboren. Um 1897 absolvierte er eine Maurerlehre im Geschäft seines Vaters, ab 1899 studierte er Architektur an der Technischen Hochschule Hannover und zog 1904 nach Bremerhaven, wo er in der Fährstraße 15 wohnte und gemeinsam mit Johannes Bertram ein Architekturbüro führte. 1905 zog er nach Bremen in eine Wohnung in der Mozartstraße 10, es entwickelten sich erste Kontakte zum Delmenhorster Bürgertum. Zwischen 1906 und 1908 zog er mehrfach um, zunächst in die Mathildenstraße 26, dann zum Sielwall 49 und in die Rembertistraße 99.
1908 heiratete Stoffregen Gesine Brockshus. Sie war die Tochter des Direktors der Schiffsingenieur- und Seemaschinistenschule in Bremerhaven. Das Ehepaar hatte drei gemeinsame Töchter und zog 1909 in eine Wohnung im Ostertorsteinweg 74/75, wo Stoffregen vermutlich auch arbeitete. Erst im Jahr 1925 sind Zeichenstuben und Atelier (Domshof 26–30) gesondert verzeichnet.
Stoffregen wurde 1910 in den Deutschen Werkbund berufen, dem er bis zu seinem Tod 1929 angehörte. Im Ortsverband Bremen-Oldenburg war er Mitglied des Vorstandes.
Stoffregen erwarb sich insbesondere im Raum Bremen/Oldenburg einen Ruf bei der Gestaltung von Wohnhäusern, Fabrikgebäuden und öffentlichen Bauten. Von 1915 bis 1918 lebte und arbeitete er in Gerdauen (Ostpreußen), blieb aber in Bremen gemeldet, und ab 1926 unterhielt er ein zusätzliches Atelier in Berlin (Hohenzollernstraße). Im Rahmen der Ostpreußenhilfe wirkte er am Wiederaufbau der Stadt Gerdauen mit.
Stoffregen war Mitbegründer der konservativen Architektenvereinigung „Der Block“, die Anfang 1928 in Saaleck (Thüringen) als Reaktion auf die avantgardistische Vereinigung „Der Ring“ gegründet wurde. Gründungsmitglieder waren neben Stoffregen German Bestelmeyer, Erich Blunck, Paul Bonatz, Albert Geßner, Paul Schmitthenner, Paul Schultze-Naumburg und Franz Seeck.
Stoffregen starb 1929 während eines Kuraufenthaltes in Bad Tölz im Sanatorium Oberlandklinik. Sein Leichnam wurde am 14. Februar 1929 in München eingeäschert, die Urne am 24. April 1929 auf dem Riensberger Friedhof in Bremen beigesetzt. Die Stadt Delmenhorst ehrte den Architekten, indem sie eine Straße im Ortsteil Tappenort nach ihm benannte.

## Werke

### Bauten

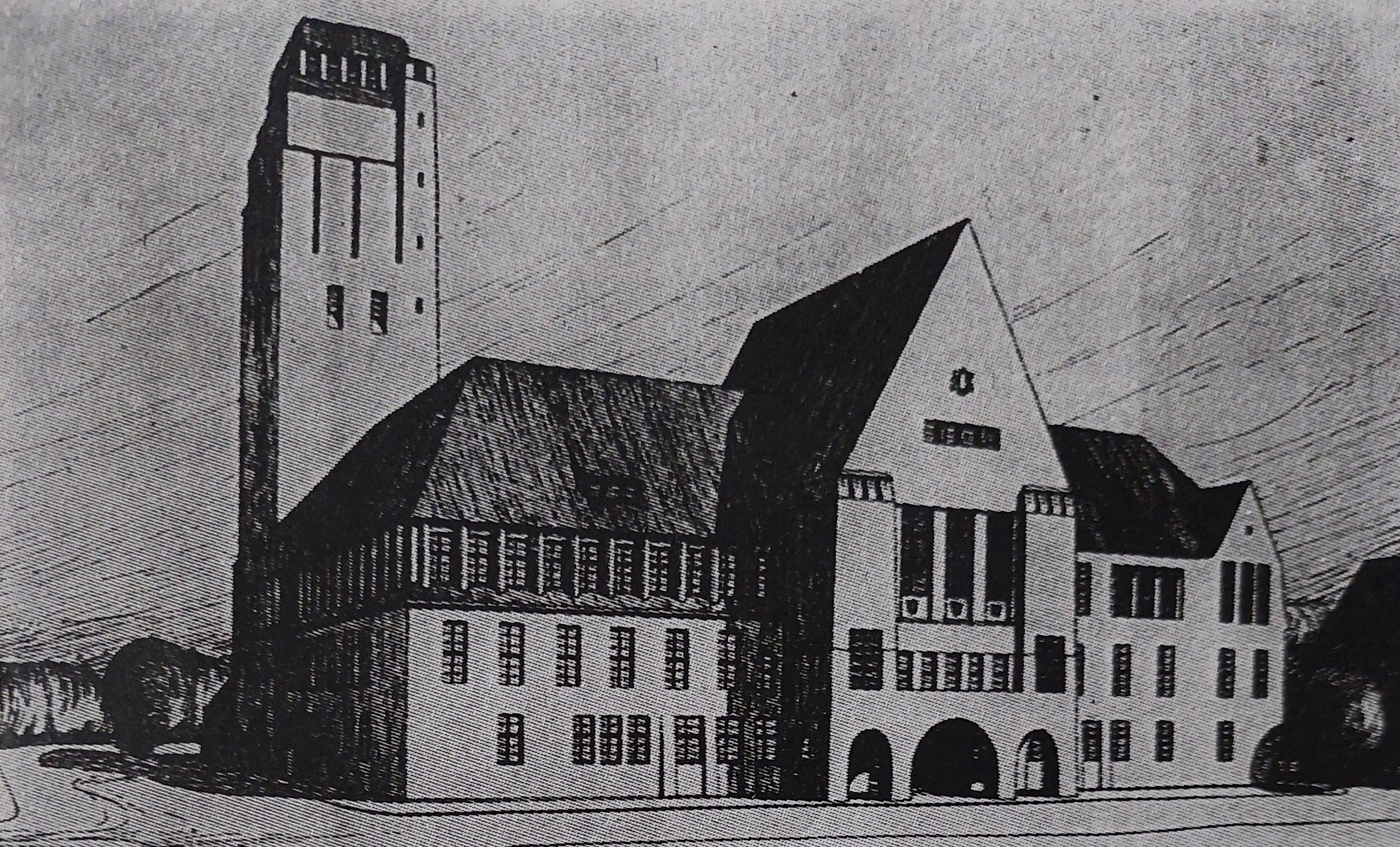
Rathaus Delmenhorst, erster Entwurf 1908

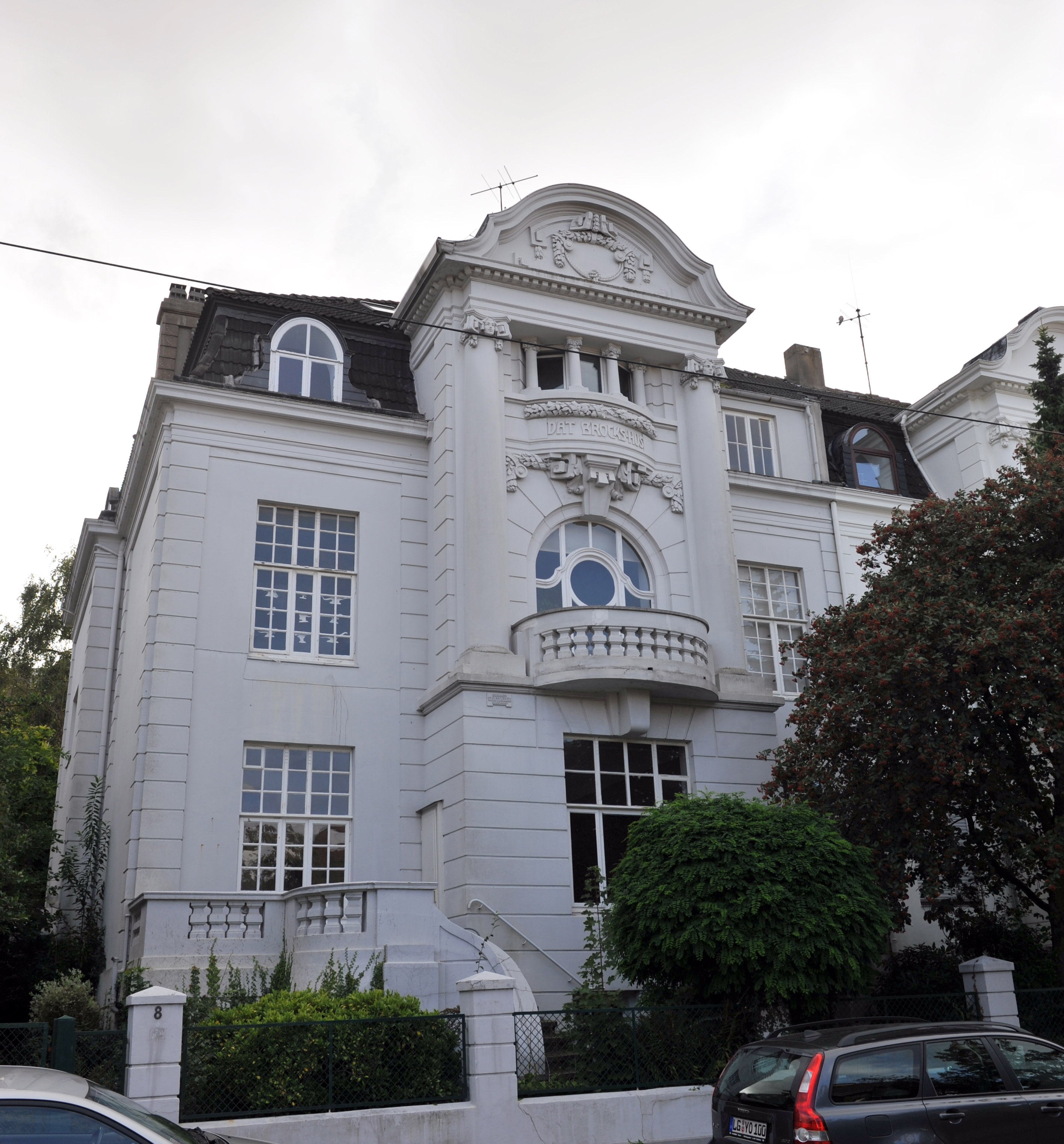
Wohnhaus Gildemeisterstraße 8, Bremerhaven

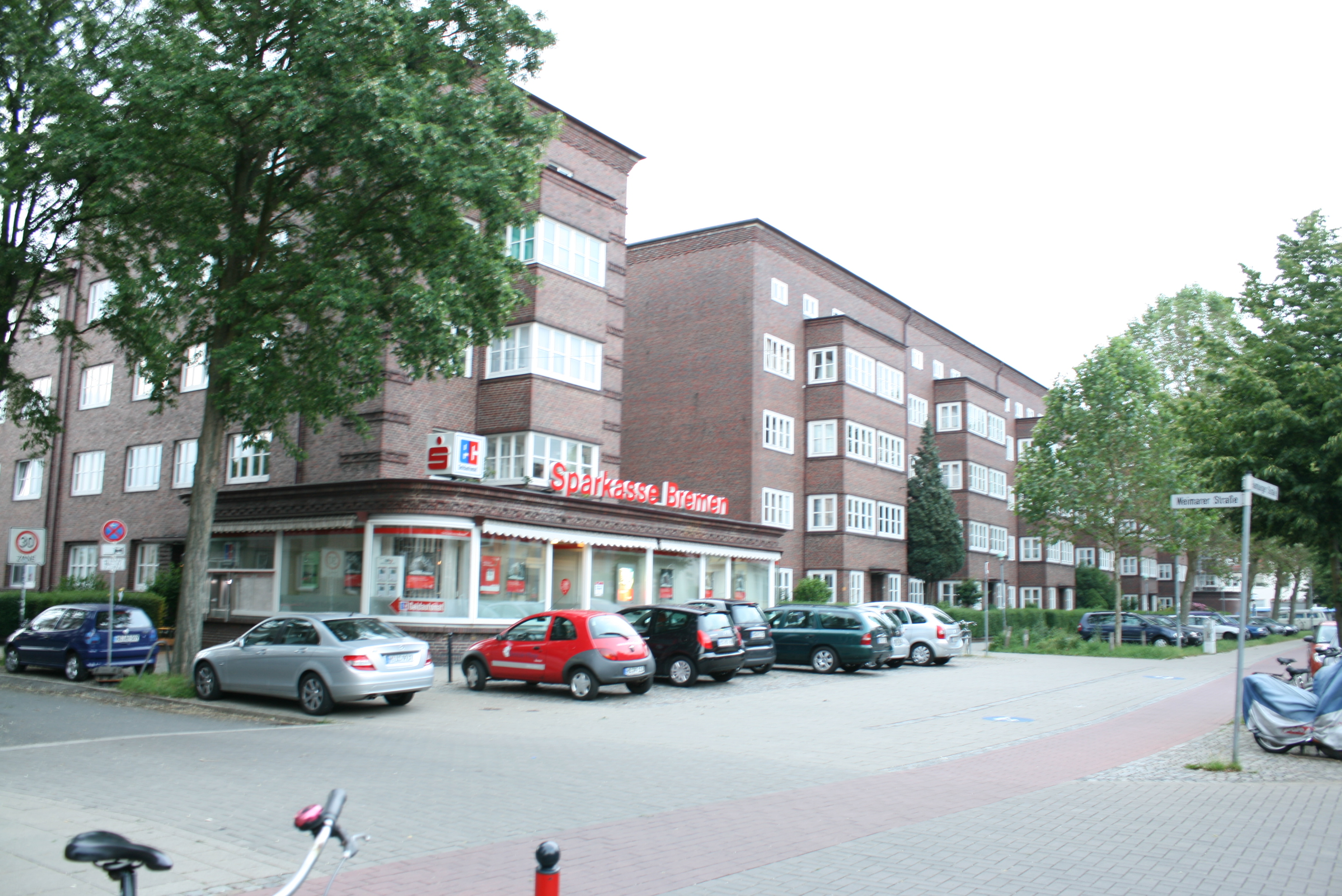
Wohnanlage Hamburger Straße, Beamten-Wohnungsverein, Bremen

Stoffregen sammelte 1904 erste Erfahrungen als Architekt beim Bau eines Doppelhauses in Bremerhaven, anschließend baute er 1905 in Delmenhorst ein Wohnhaus für Sanitätsrat Hermann Coburg (1861–1934), den Fabrikarzt der Nordwolle. Das „Haus Coburg“ befindet sich heute im Besitz der Stadt Delmenhorst und beherbergt die Städtische Galerie Delmenhorst. Stoffregen beteiligte sich 1908 an einem Wettbewerb für den Ausbau der Bahnhofstraße in Delmenhorst und wurde eingeladen, zwei Einzelhandelshäuser für diese Straße zu entwerfen.
Im Architekturwettbewerb für den Neubau des Delmenhorster Rathauses, der mit 3500 Mark  (kaufkraftbereinigt in heutiger Währung: rund 26.000 Euro) Preisgeld dotiert und dessen Einsendeschluss auf den 15. Dezember 1908 festgelegt worden war, gingen der Stadt 51 Einsendungen zu, von denen 15 in die engere Wahl kamen. Schließlich gewann Stoffregens Entwurf gleichauf mit dem des Mitbewerbers Gerrit Emmingmann aus Berlin, jedoch wurde bei Stoffregen der Entwurf des Gebäudes und bei Emmingmann die „vorzügliche Gestaltung des Marktplatzes“ besonders gelobt. Der Rat der Stadt entschied sich für Stoffregens Gebäude, er musste jedoch seinen Entwurf mit der Platzkonzeption von Emmingmann verbinden.
Für die Ausstellung des Deutschen Werkbundes 1914 gestaltete der Ortsverband Bremen-Oldenburg ein eigenes Gebäude. Stoffregen entwarf den Teeraum dieses Hauses, das von August Abbehusen & Otto Blendermann geplant und ausgeführt worden war. Stoffregen zeigte auf der Ausstellung zusätzlich seinen Entwurf des Delmenhorster Rathauses in der Kategorie „Städtebau“.
Für die Delmenhorster Linoleum-Fabrik AG („Anker-Marke“) entwarf Stoffregen zwischen 1910 und 1912 mehrere Gebäude, auch ein 1925 entstandenes Fabrikgebäude der Hansa-Linoleumwerke stammt von ihm.
Am 26. Januar 1915 wurde „Die Glocke“ in Bremen Opfer eines Großfeuers. 1919 wurde ein Architektenwettbewerb für den Neubau ausgerichtet, zu dem Stoffregen einen Entwurf einreichte. Dieser sah unter anderem den Erhalt des gotischen Kreuzganges vor, der vom Brand verschont geblieben war, weil Moderne Architektur und Denkmalschutz sich nicht widersprechen sollten. Stoffregen gewann einen der insgesamt sechs ersten Preise.
Dennoch war die Jury nicht zufrieden: Albert Hoffmann schrieb in der Deutschen Bauzeitung: „Das Preisgericht sprach sein Urteil über diese Anordnung dahin aus, dass es zwar zugab, dass der Kreuzgang durch die Anlehnung an die vorgesehene Bauflucht die größtmöglichen Maße erhalten könne, dass aber seine Form dadurch eine zu unbestimmte werde.“
Da die übrigen Entwürfe das Preisgericht ebenfalls nicht überzeugten, mussten die Preisträger weitere Entwürfe einreichen. Stoffregen verwarf darin seinen ursprünglichen Entwurf und bot eine ganz andere Lösung an. Letztlich konnte er sich jedoch nicht durchsetzen, der 1926 begonnene Neubau entstand nach einem Entwurf des Architekten Walter Görig.
Stoffregen beteiligte sich während des Ersten Weltkriegs ab 1915 am Wiederaufbau kriegszerstörter Ortschaften in Ostpreußen. Beim Wiederaufbau von Gerdauen „benutzte [er] Mansarddächer, Natursteinsockel und Holzgauben und schuf das Abbild einer süddeutschen Kleinstadt.“ Neben dieser Arbeit erhielt er zu dieser Zeit auch weiterhin Aufträge aus dem Bremer Raum. 1921 schuf er das Ehrenmal der Stadt Stade für die Gefallenen des Ersten Weltkrieges auf der Güldenstern-Bastion.
Auf der Deutschen Gewerbeschau 1922 in München wurde Bremen durch Stoffregens Bremer Landhaus repräsentiert, dessen Inneneinrichtung Rudolf Alexander Schröder entworfen hatte.
Im Jahr 1927 beteiligte er sich in Berlin am Architektenwettbewerb für den Neubau eines Schulkomplexes an der Schlichtallee/Fischerstraße in Berlin-Lichtenberg, den jedoch Max Taut gewann. Im selben Jahr gewann Stoffregen den ersten Preis für seinen Entwurf (Titel: „Der Opferdank“) für das Reichsmarineehrenmal in Laboe. Allerdings wurde ihm der Preis nur formal zuerkannt, da die Auswahlkommission zwar den Entwurf des Architekten Gustav August Munzer (Titel: „Unsere Marine“) bevorzugte, dieser jedoch die veranschlagten Baukosten von 500.000 Reichsmark  (kaufkraftbereinigt in heutiger Währung: rund 2.223.000 Euro) bei weitem überschritt. Die Preisrichter empfahlen jedoch, Munzers Entwurf in vereinfachter Form umzusetzen, was dann auch geschah.
In Bremen entstanden von Stoffregen entworfene Siedlungen von größeren und kleineren Einfamilienhäusern, unter anderem in der Großgörschenstraße (1913–1914), in der Paschenburgstraße (1920), außerdem die 1929 gebaute Wohnanlage Hamburger Straße des Beamten-Wohnungsvereins, die zum Kulturdenkmal erklärt worden ist. Ein von Stoffregen entworfener U-förmiger Wohnblock in Berlin-Dahlem steht ebenfalls unter Denkmalschutz. Der bedeutendste Bau seiner letzten Jahre konnte von Stoffregen nicht mehr fertiggestellt werden: Das Landhaus Horn an der Schwachhauser Heerstraße vollendeten 1929/1930 Carl Eeg und Eduard Runge.

#### Weitere Bauten
- 1904–1905: Wohnhaus Gildemeisterstraße 8 in Bremerhaven (unter Denkmalschutz)
- 1904–1905: Wohnhaus Gildemeisterstraße 10/Ecke Gartenstraße
- 1906: Delmenhorst, Haus Coburg
- 1911: Delmenhorst Reihenhäuser des Bauvereins, Schanzenstraße
- 1911: Delmenhorst: Haus Rehfeld[14], Bismarckstraße 98 (1989 verändert)
- 1912: Maschinenhalle der Norddeutsche Seekabelwerke AG in Nordenham
- 1914: Delmenhorst, Bahnhofstr. 4
- 1915: Gutshaus Bladien (Kreis Heiligenbeil, Ostpreußen)
- 1915–1916: Wohnhäuser in der Innenstadt von Gerdauen (Ostpreußen)
- 1919: Delmenhorst Markthalle
- 1921: Delmenhorst Haus Bretthauer Lange Str. 23
- 1925: Delmenhorst Finanzamt
- 1921: Ehrenmal für die Gefallenen des Ersten Weltkriegs der Stadt Stade auf der Güldenstern-Bastion
- 1925: Reklameturm aus Backstein auf dem Bremer Bahnhofsvorplatz (später: „Opelturm“, 1967 abgerissen)[15]
- 1928: Wohnbebauung Binger Straße 18–20 / Eberbacher Straße 24–30 / Schlangenbader Straße 80/81 in Berlin-Wilmersdorf (unter Denkmalschutz)

### Kunstgewerbe und Design

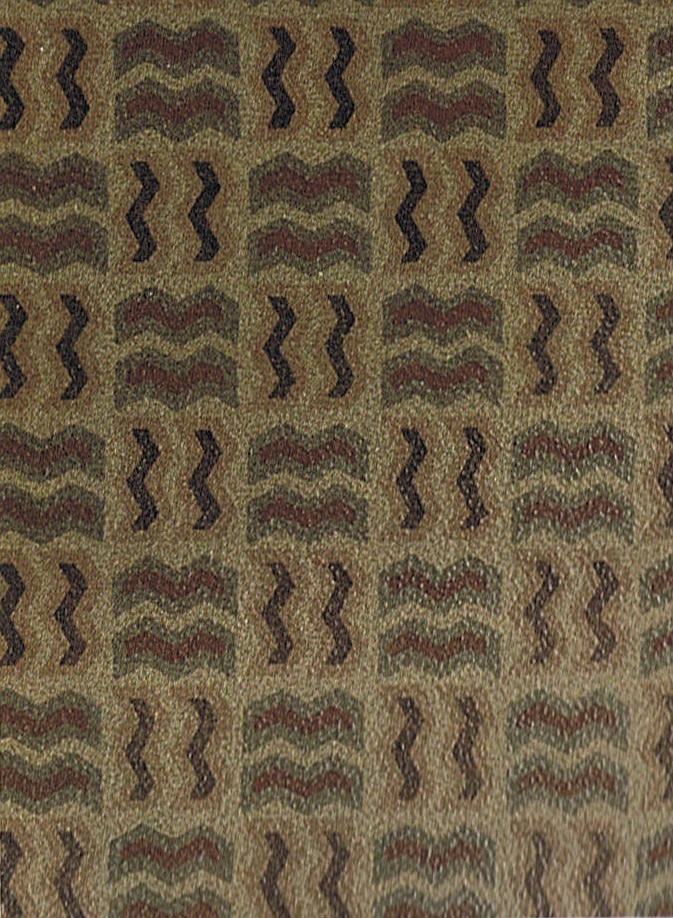
Linoleumentwurf von Stoffregen

Neben dem Entwurf von Gebäuden befasste sich Stoffregen auch mit der Gestaltung von Oberflächen für Linoleum für die Delmenhorster Linoleum-Fabrik AG (heute: Deutsche Linoleum-Werke), außerdem entwarf er Kutsch-Limousinen für die Delmenhorster Wagenfabrik Carl Tönjes AG in Delmenhorst.
Stoffregen entwarf auch Möbel und Inneneinrichtungen, zum Beispiel Bänke für die Flure sowie das Mobiliar für das Trauzimmer im von ihm entworfenen Delmenhorster Rathaus. Auch die Fenster des Rathauses stammen von ihm. Des Weiteren gestaltete er für einige von ihm entworfene Häuser die jeweiligen Inneneinrichtungen. Siehe hierzu die Liste Delmenhorster Bauten.

## Zitate
„Er war einer der Ersten, der dem Zweckbau die ihm zukommende Form gab, eine Form, rein aus den Bedingungen geboren“

## Liste Delmenhorster Bauten

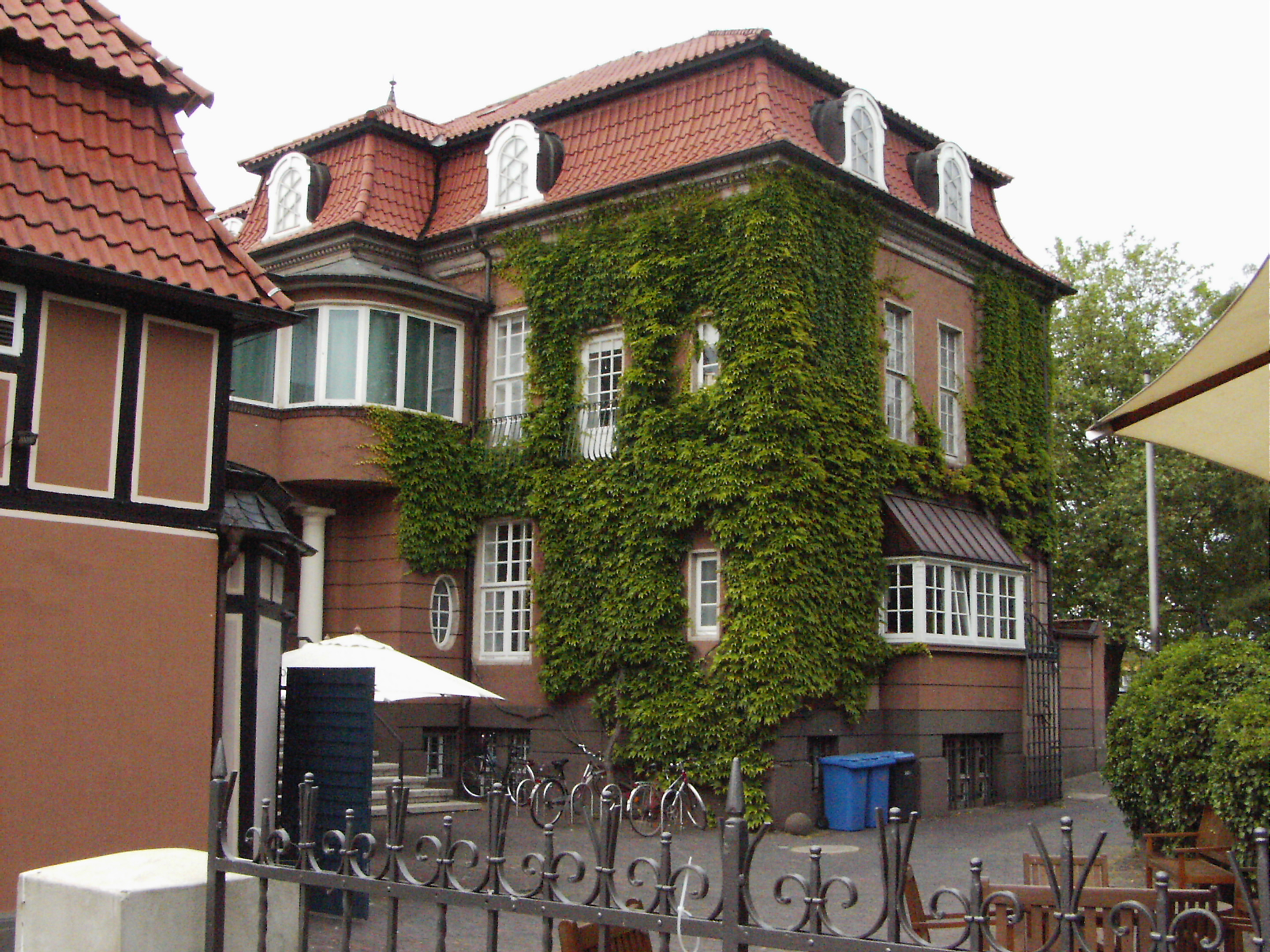
Villa Coburg, vom Hof aus gesehen; 1905

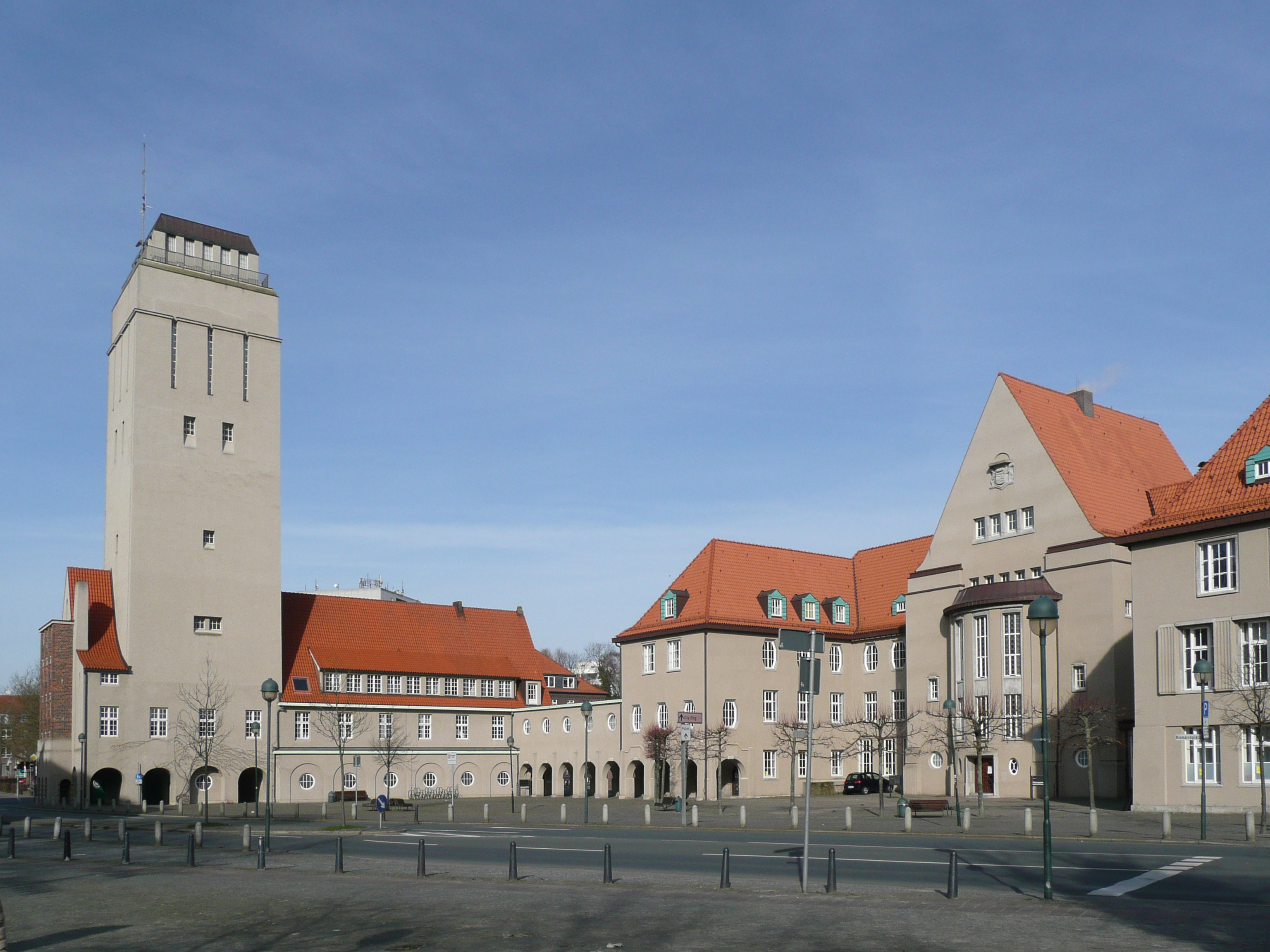
Rathaus Delmenhorst. Entworfen 1908

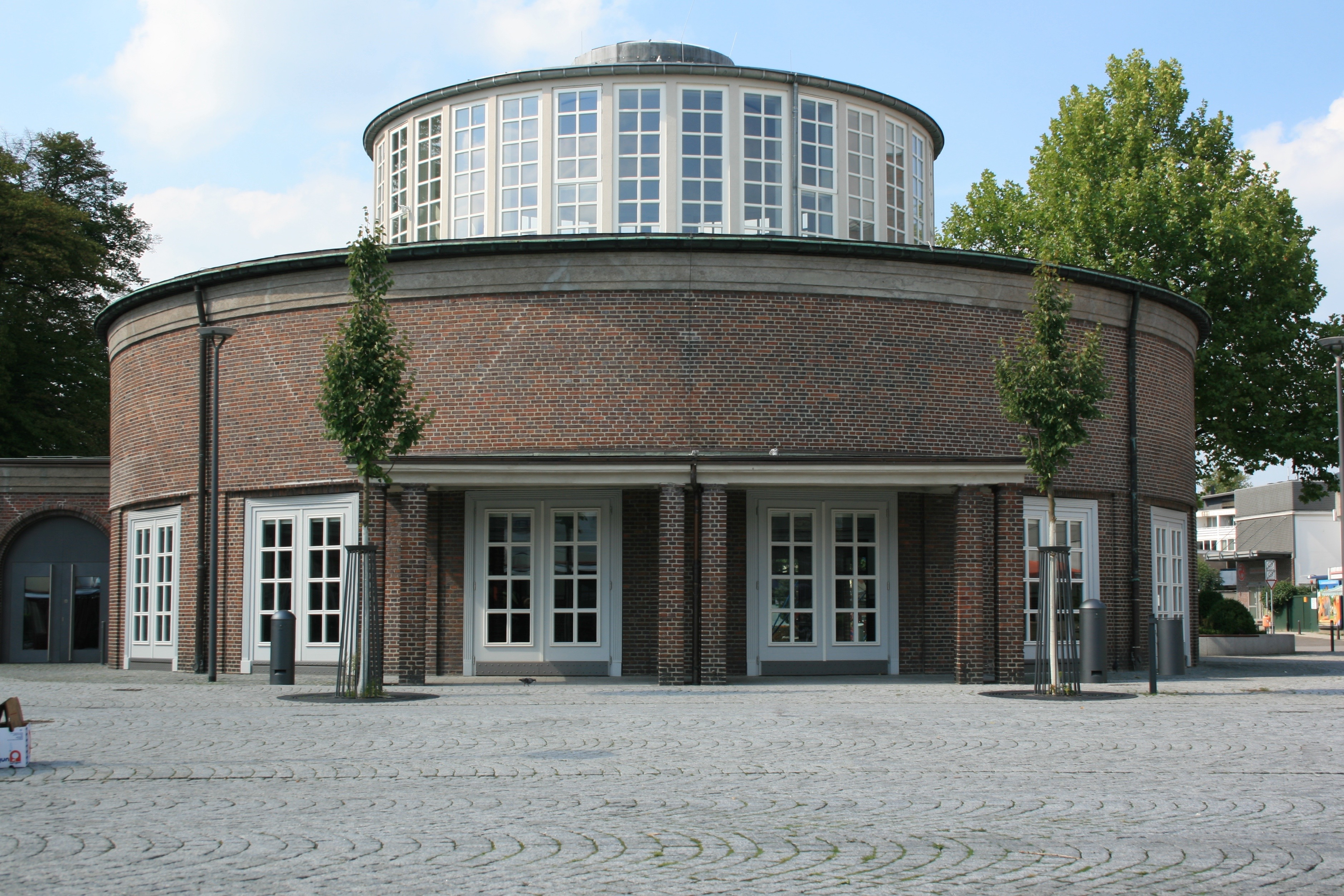
Markthalle Delmenhorst. Entworfen 1909, Zustand nach Sanierung 2015

Stoffregen wirkte in Delmenhorst besonders umfangreich, seine Arbeit in dieser Stadt ist gut dokumentiert. Im Folgenden eine Chronologie seiner Delmenhorster Projekte:
1905:
- Villa Coburg, Fischstraße 30, heute Städtische Galerie Delmenhorst; Dachgeschoss durch Umbau verändert, Farbgebung ursprünglich weiß, Garten durch Straßenbau beseitigt, Inneneinrichtung

1908:
- Entwurf der Rathausanlage

1909:
- Baubeginn des Wasserturms

1910:
- Trocken- und Oxydierhäuser der Linoleumwerke Ankermarke (abgerissen)
- Fertigstellung des Wasserturms (unverändert)
- Geschäftshaus Bahnhofstraße 39 (Erdgeschoss vollkommen verändert, neuer Anstrich)
- Entwurf für Kleinbesitzerhäuser
- Entwurf für ein ländliches Arbeiterwohnhaus
- Baubeginn der Feuerwache (Wasserturmanbau)

1911:
- Lagerschuppen der Linoleumwerke Ankermarke (abgerissen)
- Angestelltensiedlung der Linoleumwerke Ankermarke, Linoleumstraße (leichte Modernisierungen durch die Hauseigentümer)
- Haus Rehfeld, Bismarckstraße 98 (durch Umbau 1989 verändert)
- Reihenhäuser des Delmenhorster Bauvereins, Schanzenstraße (durch Modernisierungen stark verändert)
- Geschäftshaus Freese / Kappler, Lange Straße 106 (Schaufensterfront 1989 modernisiert)

1912:
- Wohnhaus und Restaurant Bretthauer, Lange Straße 23 (Erdgeschoss vollkommen verändert), Inneneinrichtung
- Entwurf für Arbeiterwohnhäuser
- Baubeginn des Rathauses
- Limousinen-Entwürfe für Delmenhorster Wagenfabrik (bis 1914)

1914:
- Villa Oekermann, Oldenburger Straße 136 (abgerissen), Inneneinrichtung
- Fertigstellung des Rathauses (nahezu unverändert), Inneneinrichtung
- Geschäftshaus Bahnhofstraße 4 (Erdgeschoss und Farbgebung verändert)
- Entwurf für eine Hochrackanlage der Linoleumwerke Ankermarke

1919:
- Markthalle (Arkadengang abgerissen, Ladeneinbauten, Originalzustand nur von außen)

1922:
- Wohnhaus Bismarckstraße 87 (Anbauten, sonst original erhalten)
- Wohnhaus Bismarckstraße 88 (abgerissen)
- Wohnhaus Bismarckstraße 89 (gut erhalten)
- Doppelhäuser für die Linoleumwerke Ankermarke, Schanzenstraße (Stoffregens Urheberschaft nur vermutet, stark verändert)

1925:
- Trockenhalle Linoleumwerke „Hansa“ (abgerissen)
- Ehrenmal beim Rathaus (völlig umgebaut)
- Kriegerehrung auf dem Fabrikhof der Linoleumwerke Ankermarke (nicht erhalten)
- Finanzamt (gut erhalten, Giebelaufsatz fehlt)